# Highbury & Islington állomás
A Highbury & Islington a londoni metró és az Overground egyik állomása a 2-es zónában, a Victoria line, az East London line, a North London Line és a West London Line érinti.

## Története
Az állomás két korábbi állomás egyesítéséből jött létre: az egyiket 1850-ben, a másikat 1904-ben adták át. A Victoria line peronjait 1968. szeptember 1-jén adták át. Az Overground 1976 óta érinti.

## Forgalom
| Járat          | Útvonal | Gyakoriság       |
| -------------- | --- | ---------------- |
|                | Walthamstow Central – Blackhorse Road – Tottenham Hale – Seven Sisters – Finsbury Park – Highbury & Islington – King’s Cross St. Pancras – Euston – Warren Street – Oxford Circus – Green Park – Victoria – Pimlico – Vauxhall – Stockwell – Brixton | 2-3 percenként   |
|                | Highbury & Islington – Canonbury – Dalston Junction – Haggerston – Hoxton – Shoreditch High Street – Whitechapel – Shadwell – Wapping – Rotherhithe – Canada Water – Surrey Quays (– tovább New Cross, Crystal Palace, West Croydon és Clapham Junction felé) | 7-8 percenként   |
|                | Richmond – Kew Gardens – Gunnersbury – South Acton – Acton Central – Willesden Junction – Kensal Rise – Brondesbury Park – Brondesbury – West Hampstead – Finchley Road & Frognal – Hampstead Heath – Gospel Oak – Kentish Town West – Camden Road – Caledonian Road & Barnsbury – Highbury & Islington – Canonbury – Dalston Kingsland – Hackney Central – Homerton – Hackney Wick – Stratford                         | 8-10 percenként  |
|                | Clapham Junction – Imperial Wharf – West Brompton – Kensington (Olympia) – Shepherd’s Bush – Willesden Junction – Kensal Rise – Brondesbury Park – Brondesbury – West Hampstead – Finchley Road & Frognal – Hampstead Heath – Gospel Oak – Kentish Town West – Camden Road – Caledonian Road & Barnsbury – Highbury & Islington – Canonbury – Dalston Kingsland – Hackney Central – Homerton – Hackney Wick – Stratford | 10-15 percenként |
| Great Northern | Moorgate – Old Street – Essex Road – Highbury & Islington – Drayton Park – Finsbury Park (– Harringay – Hornsey) – Alexandra Palace (– Bowes Park) – Palmers Green – Winchmore Hill (– Grange Park) – Enfield Chase – Gordon Hill (– Crews Hill) – Cuffley – Bayford – Hertford North (– Watton-at-Stone – Stevenage – Hitchin – Letchworth Garden City)                                                                | ~20 percenként   |

## Átszállási kapcsolatok
| Állomás              | Átszállási kapcsolatok              |
| -------------------- | ----------------------------------- |
| Highbury & Islington | Helyi buszok (Highbury & Islington) |

## Fordítás
- Ez a szócikk részben vagy egészben  a   Highbury & Islington railway station című angol Wikipédia-szócikk fordításán alapul.  Az eredeti cikk szerkesztőit annak laptörténete sorolja fel. Ez a jelzés csupán a megfogalmazás eredetét és a szerzői jogokat jelzi, nem szolgál a cikkben szereplő információk forrásmegjelöléseként.